# Сидоренко, Борис Никифорович
Бори́с Ники́форович Сидоре́нко (1914—1972) — советский организатор сельскохозяйственного производства, депутат Верховного Совета СССР в 1962—1966 гг.

## Биография
Окончил Саратовский институт механизации сельского хозяйства. Работал механиком Асиновской МТС (Томская область).
Прошёл всю войну танкистом, затем инженером-механиком авторемонтного батальона № 251.
После демобилизации работал старшим механиком, директором Асиновской МТС, затем начальником Томского областного управления сельского хозяйства.
С 1960 г. — директор совхоза «Томский», в который вошли 5 колхозов, 4 подсобных предприятия, несколько ферм; с 1968 г. — директором Томской государственной сельскохозяйственной станции. Под его руководством была разработана технология и организация производства молока на промышленной основе при беспривязно-боксовом содержании скота, за что коллектив станции был награждён орденом Трудового Красного Знамени (1976), а также внедрена комплексная механизация возделывания и уборки картофеля, организована диспетчерская служба, созданы фруктовый сад в Ягодном, производственные центры и отделения.
За этот период были построены дороги и животноводческие комплексы, детские сады и школы, искусственные водоёмы (пруды). Участвовал в создании коллективов художественной самодеятельности в каждом отделении ОПХ, волейбольной команды.
В 1962—1966 гг. — депутат Совета Союза Верховного Совета СССР 6-го созыва (от Томской области).

## Избранные труды
Источник — электронные каталоги РНБ
- Сидоренко Б. Н. Поточно-узловой метод ремонта тракторов в Асиновской МТС. — Томск : Упр. с.-х. пропаганды Томского облсельхозупр., 1952. — 94 с.
- Сидоренко Б. Н., Ананьев А. Г., Анохин Л. Д. Производство картофеля на индустриальной базе / Том. гос. с.-х. опыт. станция. — Томск : Зап.-Сиб. кн. изд-во, 1971. — 21 с.
- Сидоренко Б. Н., Егерман Н. В., Лисовик С. М. Производство молока на промышленной основе / Том. гос. с.-х. опыт. станция. — Томск : Зап.-Сиб. кн. изд-во, 1971. — 37 с.

## Память
- Имя Б. Н. Сидоренко присвоено опытно-производственному хозяйству (2014).
- Именем Б. Н. Сидоренко назван сквер в Богашёвском сельском поселении.

## Награды
- Орден Отечественной войны II степени
- орден Красной Звезды[1]
- Заслуженный механизатор сельского хозяйства РСФСР